# لاک-ده-اکورس، کبک
لاک-ده-اکورس (به فرانسوی: Lac-des-Écorces) شهری در منطقه شهری آنتوان-لابل ناحیه لورانتید در استان کبک کانادا است. در سرشماری سال ۲۰۱۱ این شهر ۲٬۸۱۰ نفر جمعیت داشته‌است و مساحت آن ۱۴۳٫۵۹ کیلومتر مربع است.